# Grigorij (Poletajev)
Grigorij (světským jménem: Lev Ivanovič Petrov-Poletajev; 1826/1831, Ljapňa – 29. března 1914, Moskva) byl ruský duchovní Ruské pravoslavné církve a biskup omský a semipalatinský.
Byl prastrýcem biskupa Venedikta (Pljaskina).

## Život
Narodil se roku roku 1826 nebo 1831 ve vesnici Ljapňa Nižněnovgorodské gubernie v rodině pričjotnika (sloužící v chrámu).
Studoval na Nižněnovgorodském duchovním semináři a roku 1854 nastoupil na Kazaňskou duchovní akademii. Po dokončení akademie začal přednášet na katedře Svatého písma a evropských jazyků.
Dne 10. října 1854 byl postřižen na monacha a 21. listopadu rukopoložen na jeromonacha.
Dne 5. července 1857 se stal asistentem inspektora akademie a 22. září 1864 ekonomem akademie.
Dne 3. dubna 1867 byl jmenován rektorem Ufského duchovního semináře s povýšením na archimandritu. Dne 5. září 1869 byl uvolněn z duchovenské a akademické služby.
Dne 19. ledna 1872 začal přednášet na Vladimirském duchovním semináři a 27. dubna 1877 byl ustanoven rektorem Irkutského duchovního semináře.
Od 26. ledna 1888 se stal starším členem Petrohradské duchovní cenzurní komise.
Roku 1891 jej Nejsvětější synod zvolil biskupem kovenským a vikářem litevské eparchie. Dne 3. února 1891 proběhla jeho biskupská chirotonie.
Dne 22. listopadu 1892 byl ustanoven biskupem turkestánským a taškentským.
Dne 18. února 1895 se stal biskupem omským a semipalatinským.
Dne 17. prosince 1900 byl uvolněn ze spravování omské eparchie a ustanoven členem synodního úřadu s právem spravovat Donský monastýr v Moskvě. Roku 1905 odešel ze zdravotních důvodu z funkce synodního úřadu a 8. června 1906 i z funkce představeného monastýru. Začal pobývat v Novospasském monastýru.
Roku 1906 byl zvolen čestným členem Kazaňské duchovní akademie.
Zemřel 29. března 1914. Pohřben byl v Novospasském monastýru.